# Джанлука Курчі
Джанлука Курчі (італ. Gianluca Curci, нар. 12 липня 1985, Рим) — італійський футболіст, воротар.
Виступав, зокрема, за клуб «Рома», а також молодіжну збірну Італії.

## Клубна кар'єра
Народився 12 липня 1985 року в місті Рим. Вихованець футбольної школи клубу «Рома». У 19 років він став основним воротарем на другу половину сезону 2004/05, після того як отримали травми основні воротарі Іван Пеліццолі і Карло Дзотті. У наступному сезоні місце в воротах зайняв бразилець Доні, і Курчі знову втратив місце в складі. Тим не менш Курчі залишився в команді як другий воротар і за необхідності виходив на поле, здебільшого в матчах кубка Італії та єврокубків.
У червні 2008 року Джанлука перейшов в «Сієну», яка викупила половину його контракту за 1,75 мільйона євро і протягом двох сезонів був основним воротарем команди.
2 липня 2010 року, після того як «Сієна» вилетіла до Серії В, Курчі перейшов у «Сампдорію», яка викупила половину його контракту у «Сієни». У період літнього трансферного вікна 2011 року був повністю викуплений «Ромою» на позицію основного голкіпера, проте і з другої спроби стати основним воротарем не зумів, програвши конкуренцію Мартену Стекеленбургу.
Через це по завершенні сезону 16 липня 2012 року перейшов у «Болонью» на правах річної оренди з можливим правом викупу. У першому сезоні Джанлука конкурував за місце в воротах з Федеріко Альярді, але по його завершенню термін оренди був продовжений ще на сезон. У другому сезоні 2013/14 Курчі був вже стабільно основним воротарем, але його команда вилетіла з Серії А.
Влітку 2014 року повернувся в «Рому», але за наступний сезон за вовків не провів жодного матчу.
15 серпня 2015 року Курчі на правах вільного агента перейшов у німецький «Майнц 05», але був лише дублером Лоріса Каріуса, через що за першу команду так жодного матчу і не зіграв. Курчі покинув клуб 30 січня 2017 року і майже рік залишався без команди.
18 січня 2018 року Курчі підписав дворічну угоду з шведським «АФК Ескільстуна». 21 січня 2019 року розірвав контракт з клубом за взаємною згодою.
24 січня 2019 року підписав шестимісячний контракт зі шведським клубом «Гаммарбю» з можливістю продовження ще на півтора року. 8 липня 2019 року пішов з клубу через завершення контракту.

## Виступи за збірні
2003 року дебютував у складі юнацької збірної Італії, взяв участь у 3 іграх на юнацькому рівні, пропустивши 8 голів.
Протягом 2004—2007 років залучався до складу молодіжної збірної Італії і був учасником молодіжного чемпіонату Європи 2006 та 2007 років. На молодіжному рівні зіграв у 24 офіційних матчах, пропустив 16 голів.
До національної збірної Курчі був викликаний уперше Роберто Донадоні як третій воротар на товариський матч проти Угорщини 22 серпня 2007 року. Потім його викликали на деякі відбіркові матчі до Євро-2008, але так у першій збірній Джанлука і не дебютував.

## Статистика виступів

### Статистика клубних виступів
| Сезон               | Команда             | Чемпіонат           | Чемпіонат | Чемпіонат | Національний кубок | Національний кубок | Національний кубок | Континентальні кубки | Континентальні кубки | Континентальні кубки | Інші змагання | Інші змагання | Інші змагання | Усього | Усього |
| Сезон               | Команда             | Ліга                | Ігор      | Голів     | Ліга               | Ігор               | Голів              | Ліга                 | Ігор                 | Голів                | Ліга          | Ігор          | Голів         | Ігор   | Голів  |
| ------------------- | ------------------- | ------------------- | --------- | --------- | ------------------ | ------------------ | ------------------ | -------------------- | -------------------- | -------------------- | ------------- | ------------- | ------------- | ------ | ------ |
| 2004–05             | «Рома»              | A                   | 11        | -16       | КІ                 | 6                  | -8                 | ЛЧ                   | 0                    | 0                    | -             | -             | -             | 17     | -24    |
| 2005–06             | «Рома»              | A                   | 10        | -13       | КІ                 | 5                  | -6                 | КУЄФА                | 8                    | -10                  | -             | -             | -             | 23     | -29    |
| 2006–07             | «Рома»              | A                   | 6         | -9        | КІ                 | 6                  | -7                 | ЛЧ                   | 0                    | 0                    | СІ            | 0             | 0             | 12     | -16    |
| 2007–08             | «Рома»              | A                   | 2         | -4        | КІ                 | 5                  | -5                 | ЛЧ                   | 1                    | -1                   | СІ            | 0             | 0             | 8      | -10    |
| 2008–09             | «Сієна»             | A                   | 32        | -36       | КІ                 | 1                  | 0                  | -                    | -                    | -                    | -             | -             | -             | 33     | -36    |
| 2009–10             | «Сієна»             | A                   | 36        | -58       | КІ                 | 1                  | -2                 | -                    | -                    | -                    | -             | -             | -             | 37     | -60    |
| Усього за «Сієну»   | Усього за «Сієну»   | Усього за «Сієну»   | 68        | -94       |                    | 2                  | -2                 |                      | -                    | -                    |               | -             | -             | 70     | -96    |
| 2010–11             | «Сампдорія»         | A                   | 35        | -41       | КІ                 | 0                  | 0                  | ЛЧ+ЛЄ                | 2+4                  | -5±5                 | -             | -             | -             | 41     | -51    |
| 2011–12             | «Рома»              | A                   | 3         | -4        | КІ                 | 0                  | 0                  | ЛЄ                   | 0                    | 0                    | -             | -             | -             | 3      | -4     |
| 2012–13             | «Болонья»           | A                   | 14        | -12       | КІ                 | 0                  | 0                  | -                    | -                    | -                    | -             | -             | -             | 14     | -12    |
| 2013–14             | «Болонья»           | A                   | 37        | -57       | КІ                 | 1                  | 0                  | -                    | -                    | -                    | -             | -             | -             | 38     | -57    |
| Усього за «Болонью» | Усього за «Болонью» | Усього за «Болонью» | 51        | -69       |                    | 1                  | -0                 |                      | -                    | -                    |               | -             | -             | 52     | -69    |
| 2014–15             | «Рома»              | A                   | 0         | 0         | КІ                 | 0                  | 0                  | ЛЧ                   | 0                    | 0                    | -             | -             | -             | 0      | 0      |
| Усього за «Рому»    | Усього за «Рому»    | Усього за «Рому»    | 32        | -46       |                    | 22                 | -26                |                      | 9                    | -11                  |               | 0             | 0             | 63     | -83    |
| 2015–16             | «Майнц 05»          | БЛ                  | 0         | 0         | КН                 | 0                  | 0                  | -                    | -                    | -                    | -             | -             | -             | 0      | 0      |
| 2016–17             | «Майнц 05»          | БЛ                  | 0         | 0         | КН                 | 0                  | 0                  | -                    | -                    | -                    | -             | -             | -             | 0      | 0      |
| 2018                | «АФК Ескільстуна»   | А                   | 27        | -13       | КШ                 | 0                  | 0                  | -                    | -                    | -                    | -             | -             | -             | 27     | -13    |
| 2019                | «Гаммарбю»          | A                   | 12        | -16       | КШ                 | 2                  | -2                 | -                    | -                    | -                    | -             | -             | -             | 14     | -18    |
| Загалом за кар'єру  | Загалом за кар'єру  | Загалом за кар'єру  | 225       | -277      |                    | 27                 | -30                |                      | 15                   | -21                  |               | 0             | 0             | 267    | -330   |

## Титули і досягнення
- Володар Кубка Італії (2):

«Рома»: 2006–07, 2007–08
- Володар Суперкубка Італії (1):

«Рома»: 2007